# Berliner Zeitung
Deník Berliner Zeitung, založený v roce 1945, patří k nejznámějším novinám v Berlíně. Prodaným nákladem téměř 185 000 exemplářů a počtem čtenářů kolem 471 000 je zároveň i deníkem s nejvíce předplatiteli v Berlíně.

## Dějiny a profil
První vydání novin vyšlo 21. května 1945 v sovětském sektoru města v režii skupiny sovětských důstojníků a členů odboje, vedených plukovníkem Alexandrem Kirsanovem; ještě téhož roku byly noviny sovětskou vojenskou správou předány magistrátu města. Roku 1953 byly noviny podřízeny ústřednímu výboru SED, i když nevycházely jako jeho orgán a částečně si podržely i poněkud kritičtější tón. Deník vycházel v nákladu kolem 345 000 exemplářů.
Po znovusjednocení Německa roku 1990 došlo k několika změnám majitele nakladatelství a k snahám o vytvoření nového profilu. Berliner Zeitung dnes platí jako liberální deník, přičemž se redakci podařilo zbavit se stigmatu „východního plátku“ – noviny jsou čteny i v západních obvodech města. Vedle Berliner Morgenpost patří k nejčtenějším novinám města.
Stejnojmenné noviny vycházely v Berlíně již od roku 1877, ze kterých později vzešel bulvární deník B.Z., vycházející v (dříve Západním) Berlíně v nakladatelství Ullstein-Verlag (patřící ke skupině Axel Springer AG); oba deníky by neměly být zaměňovány.

## Základní údaje
- první vydání: 21. května 1945
- vydavatel: Berliner Verlag GmbH
- nakladatelství: Berliner Verlag
- hlavní místo vydání: Berlín
- náklad: 185 000 (prodáno, údaje pro rok 2006)[2]
- hlavní redaktor: Josef Depenbrock (2007)
- vychází: denně (pondělí až sobota)
- ISSN 0947-174X